# Fai trojúhelník
FAI trojúhelník je pojem používaný v paraglidingových soutěžích. Jedná se o trojúhelník, jehož vrcholy leží na trase letu padákového kluzáku a jejich vzájemná vzdálenost určuje hodnotu délky letu. 
Zkratka FAI (Fédération aéronautique internationale) je zkratkou Mezinárodní letecké federace.
Pilot musí kdykoli během trasy splnit podmínku maximální vzdálenosti mezi koncovým a výchozím bodem 800 m (uzavření trati), přičemž každá ze stran trojúhelníku musí být minimálně 28 % celkové délky letu. Výchozí a koncový bod nemusí být nutně místy startu a přistání, mohou to být body kdekoli na trase letu, které jsou od sebe vzdáleny maximálně 800 m. 

## Bodování FAI trojúhelníků
- FAI trojúhelník (FT): 1 km = 1,4 b
- FAI trojúhelník nad územím ČR (FT-CZ): 1 km = 2,25 b